# روبنسون آر44
روبنسون اَر44 هي مروحية أنتجت بواسطة شركة روبنسون للمروحيات في 1992 كان أول طيران ل اَر44 في 31 مارس 1990.

## التصميم والتطوير
تملك مروحية روبنسون آر44, محرك مفرد، مع دوار بشفرتين مرنتين، وكذلك شفرتين في دوار الذيل، وتمتلك قوائم على هيئة زلاجات. قمرة القيادة مغلقة وفيها صفان متوازيان من المقاعد، للقائد وثلاث ركاب. اتجاه الدوران في دوار الذيل هو عكس نظيرتها روبنسون آر22مما يعطيها تحكم أكثر ثباتاً في (yaw control authority).
صممت خلال الثمانينيات من قبل فرنك روبنسون وزملاءه، حلقت آر44 لأول مرة، في 31 مارس 1990.
حصلت على موافقة وكالة الطيران الفدرالية FAA في ديسمبر عام 1992, وبدأت أولى الطلبات عليها في يوليو عام 1993.
في يوليو من العام 2000 قدمت روبنسون مروحيتها ريفين، بمقابض تحكم هيدروليكية، مع دواسات قابلة للتعديل. في يونيو من عام 2002 قدمت روبنسون الطراز ريفين اثنان بنظام أكثر كفائة في حقن الوقود، مع شفرات اعرض، مما مكنها من قدرة حمل أكثر مع أداء أكبر في الارتفاع.

## المشغلون

### في الجال المدني
يقتنيها العديد من الافراد والشركات ونوادي الطيران حول العالم

### قوات الشرطة
الفلبينالشرطة الفلبينية.
 جنوب إفريقياشرطة جنوب أفريقيا.

### المجال العسكري
بوليفياالقوات الجوية البوليفية.
 جمهورية الدومينيكانجيش جمهورية الدومنيكان.
 إستونياالقوات الجوية الإستونية.
 المجرالقوات الجوية المجرية، تستخدم لتدريب الطيارين.
 لبنانالقوات الجوية اللبنانية وتستخدم طراز ريفين 2.

## المواصفات
- الطاقم: طيار أو اثنين
- سعة:4
- الحمولة:408 كيلوجرام
- الطول:9 متر
- الارتفاع:3.3 متر
- الوزن:657.7 كيلوجرام

## انظر
- روبنسون آر22
- روبنسون آر66